# Lie Lie Lie (ビニル)
『Lie Lie Lie』（ライ ライ ライ）は、BONNIE PINKの限定シングル・レコード盤。1997年10月3日発売。規格コードはPUSDEP-015。

## 解説
- オリジナル・サウンドトラック『Lie ｌie Lie』からのシングル・カットという形でリリースされた限定5000枚の12インチ・カラーレコード。

## 収録曲

### A面
1. Lie Lie Lie (DJ TONK NAKED PINK MIX)
DJ Tonk Nakedによるリミックス・ヴァージョン
(作詞・作曲:Bonnie Pink 編曲:Tore Johansson)
2. Lie Lie Lie (DJ TONK NAKED PINK MIX（INST）)

### B面
1. Lie Lie Lie (ORIGINAL VERSION)
(作詞・作曲:Bonnie Pink 編曲:Tore Johansson)
東映配給映画『Lie lie Lie』主題歌
2. たとえばの話
(作詞・作曲 Bonnie Pink、編曲 宮田繁男)
東映配給映画『Lie lie Lie』エンディング・テーマ

## 収録アルバム
- オリジナル・サウンド・トラック『Lie ｌie Lie』（A-1.、B-1.、B-2.）
- 『Heaven's Kitchen』（B-1.）
- 『Bonnie's Kitchen ＃1』（B-1.、B-2.）
- 『Every Single Day -Complete BONNIE PINK（1995-2006）-』（B-1.）
- 『プラチナムベスト BONNIE PINK〜BONNIE’S KITCHEN』（B-1.、B-2.）
- アルバム未収録（A-2.）